# Julia Bond
Julia Bond (ur. 26 lutego 1987 w Long Beach) – amerykańska aktorka filmów pornograficznych. Wystąpiła także jako Julia Margaret Bond.

## Życiorys

### Wczesne lata
Urodziła się i wychowała w Long Beach w Kalifornii.

### Kariera
Weszła do branży filmów pornograficznych po ukończeniu 18 lat. W 2005 wzięła udział w scenach m.in. z Niko w Surrender to Lust, z Benem Englishem w Fishnets 3, Cumming of Age 2, Sex with Young Girls 8, POV Fantasy 3, Craving Big Cocks 7, z Markiem Davisem w Young As They Cum 18, ze Scottem Nailsem w What An Ass 1 oraz z Seanem Michaelsem w Darkside. Po raz pierwszy wzięła udział w scenie seksu analnego w produkcji Elegant Angel Big Wet Asses 11 (2007) z Michaelem Stefano. Pracował dla takich wytwórni jak Hustler, Digital Sin, Evil Angel, New Sensations i Zero Tolerance.
Zyskała przydomek „Królowej Płytowych Okładek” (ang. Box Cover Queen) za masowe pojawienie się na okładkach DVD w lecie 2005.
19 maja 2005 wystąpiła w programie The Tonight Show w odcinku pt. Jay Walking, gdzie w wywiadzie z Jayem Leno została zapytana czy kiedykolwiek pozowała nago.
Jako odpowiedź Bond pokazała pismo dla dorosłych ze swoją fotografią na okładce. W 2005 współpracowała z DJ-em Bijalem, aby wydać płytę CD wzbogaconą treściami pornograficznymi Seks jest w Cenie (ang. Sex Sells).
W lipcu 2005 Bond pojawiła się na gali Free Speech Coalition, gdzie ujawniła, że chciałaby uprawiać seks z Ronem Jeremym.
W 2006 zagrała także w jednym z odcinków serialu My Bare Lady – pt.: Cattle Call.
26 lipca 2006 wystąpiła w jednym z odcinków Potyczkach Jerry’ego Springera – pt. A Porn Star And An Angry Mom! i wyznała matce że zrobiła „45 do 50” filmów porno w jednym roku.
W październiku 2007 roku, uruchomiła swoją oficjalną stronę internetową, dzięki uprzejmości Medium Pimpin – operatora stron dla dorosłych.

### Życie prywatne
2 maja 2015 poślubiła Coreya Simmonsa.

## Nagrody i nominacje
| Rok  | Nagroda         | Kategoria                               | Film                                 | Inni wykonawcy | Rezultat  |
| ---- | --------------- | --------------------------------------- | ------------------------------------ | --- | --------- |
| 2006 | F.A.M.E. Awards | Rekrutująca gwiazdka roku               | –                                    | – | Wygrana   |
| 2007 | AVN Award       | Najlepsza scena seksu POV               | POV Casting Couch 6 (2006)           | | Nominacja |
| 2008 | AVN Award       | Najlepsza scena seksu grupowego – wideo | Orgy World: The Next Level 11 (2007) | Aaralyn Barra, Danae Denton, Daryn Darby, Divine, Jamie Elle, Jasse Monroe, Jersey Cummings, Lena Lang, Caesar Black, Charlie Mac, Domineko, Jon Jon, Lee Bang, Mark Anthony, Nathan Threat, Sean Michaels i Sledge Hammer | Nominacja |